# 根鰓亜目

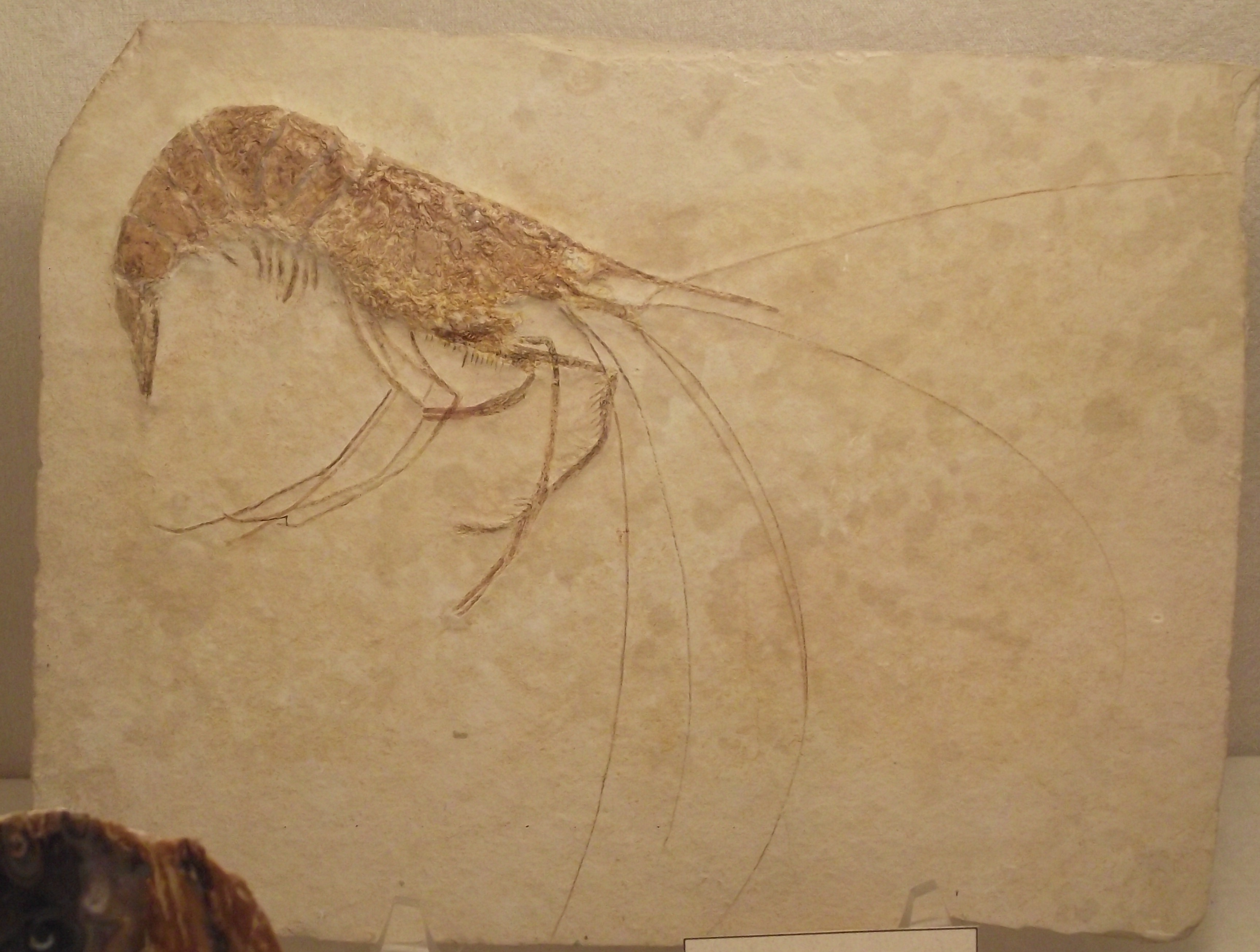
化石種 。ドイツ・ゾルンホーフェン産

根鰓亜目（こんさいあもく、学名 Dendrobranchiata）は、十脚目を2分する亜目の1つ。クルマエビ亜目とも呼ばれる。
もう一つの分類群・抱卵亜目より祖先的とされている。かつて十脚目は外見上の違いから、長尾亜目（エビ）・短尾亜目（カニ）・異尾亜目（ヤドカリ類、ヤドカリ・タラバガニなど）に分けられていたが、クルマエビ亜目は全て旧長尾亜目（エビ）に含まれる。

## 特徴
成体の鰓は細かく枝分かれした羽毛状の構造で、根鰓（こんさい）dendrobranch と呼ばれ、分類名もここに由来する。ただしユメエビ類の成体は鰓が無い。成体の大きさは数mmほどのユメエビ類 Lucifer から、30cmを超えるウシエビ Penaeus monodon、オオミツトゲチヒロエビ Aristaeopsis edwardsiana まで大きな差がある。
生殖腺はオスの第5歩脚基部、メスの第3歩脚基部にある。また、オスの第1腹肢内側には雄性生殖器（petasma : ペタスマ、ペタズマとも）、メスの第4・第5歩脚の内側に雌性生殖器（thelycum : セリカム）がある。特に多くの種を抱えるクルマエビ科を同定する際は、生殖器の形状は重要な手がかりとなる。

### 生活史
クルマエビ亜目は受精卵を保護せず水中に放出し、放出された受精卵はプランクトンとして水中を浮遊しながら発生する。卵を保護しない分は小卵・多産で個体数をカバーする傾向があり、一般的にエビ亜目よりも一度の産卵数が多い。大型種のクルマエビでは産卵数が数十万に達する。また、子が卵から孵化する段階ではノープリウス幼生の形態である（エビ亜目はそれより一段階進んだゾエア幼生、または直達発生で孵化）。
幼生はプランクトンとして海中を遊泳し、脱皮を繰り返しながら
1. ノープリウス nauplius
2. プロトゾエア（前期ゾエア）protozoea
3. ゾエア zoea
4. ポストラーバ postlarva（マスティゴプス mastigopus）

の4段階の変態を経て稚エビになる。なおクルマエビ科のゾエア期をミシス mysis、サクラエビ科のプロトゾエア期をエラホカリス elaphocaris、同じくサクラエビ科のゾエア期をアカントソーマ acanthosoma と呼ぶこともある。

## 分類
2上科9科が分類され、うち2科は化石種のみで構成される。ジュラ紀の地層から化石が発見されている。主に熱帯・温帯の浅海から深海に分布する。原則として海生だが、中には汽水域に生息するもの、さらには淡水域まで進入するものもいる。
下位分類群の和名、ラテン語名、記載者、記載年、おもな種類を以下に示す。

### サクラエビ上科
Sergestoidea Dana, 1852
大きさは体長数mm-数cm程度だが、10cmを超えるオオサクラエビ Sergia tenuiremis (Krøyer, 1855) という種類もいる。5対の歩脚のうち後ろの第4・第5歩脚が退化している。海中を群泳する習性を持ち、生息海域は外洋・内湾、深海・表層など種類によって異なる。地域や種類によっては食用に漁獲される。
ユメエビ科 Luciferidae De Haan, 1849
ユメエビ属 Lucifer のみ、8種が分類される。成体は小型で鋏脚が第3歩脚のみ、鰓も無い。プランクトン中に見いだされる。
サクラエビ科 Sergestidae Dana, 1852
およそ20属100種。第二触角が長く、中ほどで一度折れ曲がる。サクラエビ、オオサクラエビ、アキアミなど。他に化石属が2属ある。

### クルマエビ上科
Penaeoidea Rafinesque-Schmaltz, 1815
大きさは体長数cmほどのものから20cmを超えるものまで種類によって異なる。5対の歩脚はいずれもよく発達する。漁業資源となるものが多い。
次の2科は化石種のみが知られる。
- †Aegeridae Burkenroad, 1963 - 眼窩後棘 (postorbital spine) が存在するが、肝上棘 (hepatic spine) がない。
  - Acanthochirana Strand, 1828 - 5種。
  - Aeger Münster, 1839 - 約20種。
- †Carpopenaeidae Garassino, 1994
  - Carpopenaeus Glaessner, 1945. - 白亜紀。2種。

以下に現生種を含む科を示す。
クルマエビ科 Penaeidae Rafinesque-Schmaltz, 1815
約25属200種。底生で、浅海から水深数百mまでの深海まで生息する。種類によっては汽水域や淡水域に進入する。25属の化石属があり、数十種が発見されている。
クルマエビ、ウシエビ、クマエビ、シバエビ、ヨシエビ、サルエビ、アカエビ、シロエビ、ホッコクエビなど
イシエビ科 Sicyoniidae Ortmann, 1898
イシエビ属 Sicyonia のみ53種からなる。太く短い体型で棘や毛が多い。底生で、浅海から深海まで生息する。イシエビ、ヤマトイシエビ、サルイシエビなど。化石種が1種ある。
クダヒゲエビ科 Solenoceridae Wood Mason, 1891
約10属90種。深海底生。第1触角鞭2つのうち片方が角状に発達するものが多い。ヒゲナガエビ、ナミクダヒゲエビ、ヒゲナガクダヒゲエビなど。
チヒロエビ科 Aristeidae Wood Mason, 1891
約10属30種。現生種は水深数百-数千mの深海底に生息する。ツノナガチヒロエビ、ヒカリチヒロエビなど。化石種が1属1種ある。
オヨギチヒロエビ科 Benthesicymidae Wood Mason, 1891
約4属40種。深海に生息する。中層遊泳性で、日周鉛直運動を行うものが多い。ソコチヒロエビ、シンカイエビなど。化石種が1種ある。

## 系統
現生種に関しては次のような系統樹が得られている。ユメエビ科はこの系統解析に含まれておらず、現在でもその系統的位置は不確定である。

|  | クダヒゲエビ科                                                      |
|  |                                                                     |
|  | \| \| チヒロエビ科 \| \| \| \| \| \| オヨギチヒロエビ科 \| \| \| \| |
|  |                                                                     |
|  | チヒロエビ科                                                        |
|  |                                                                     |
|  | オヨギチヒロエビ科                                                  |
|  |                                                                     |

|  | チヒロエビ科       |
|  |                    |
|  | オヨギチヒロエビ科 |
|  |                    |

|  | クダヒゲエビ科                                                      |
|  |                                                                     |
|  | \| \| チヒロエビ科 \| \| \| \| \| \| オヨギチヒロエビ科 \| \| \| \| |
|  |                                                                     |
|  | チヒロエビ科                                                        |
|  |                                                                     |
|  | オヨギチヒロエビ科                                                  |
|  |                                                                     |

|  | チヒロエビ科       |
|  |                    |
|  | オヨギチヒロエビ科 |
|  |                    |

|  | クダヒゲエビ科                                                      |
|  |                                                                     |
|  | \| \| チヒロエビ科 \| \| \| \| \| \| オヨギチヒロエビ科 \| \| \| \| |
|  |                                                                     |
|  | チヒロエビ科                                                        |
|  |                                                                     |
|  | オヨギチヒロエビ科                                                  |
|  |                                                                     |

|  | チヒロエビ科       |
|  |                    |
|  | オヨギチヒロエビ科 |
|  |                    |

|  | クダヒゲエビ科                                                      |
|  |                                                                     |
|  | \| \| チヒロエビ科 \| \| \| \| \| \| オヨギチヒロエビ科 \| \| \| \| |
|  |                                                                     |
|  | チヒロエビ科                                                        |
|  |                                                                     |
|  | オヨギチヒロエビ科                                                  |
|  |                                                                     |

|  | チヒロエビ科       |
|  |                    |
|  | オヨギチヒロエビ科 |
|  |                    |